# Feuilles de manioc à l'huile de palme
 (mai 2025).
Les feuilles de manioc à l'huile de palme est un plat traditionnel africain qui se consomme au Gabon.

## Préparation
Ce plat nécessite des feuilles issues des tubercules de manioc et des noix provenant du palmier.Elles se mangent généralement chez les Fang sans sel mais plutôt avec du sucre. Tandis que chez d'autres peuples; il se consomme avec du poisson fumé.

## Autres appellations

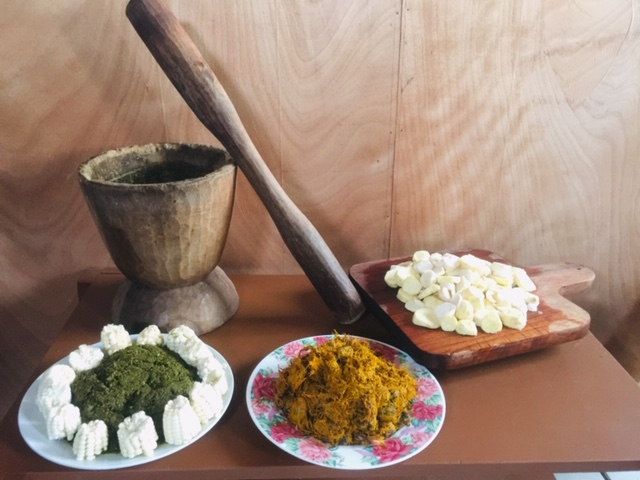
Préparation des feuilles de manioc à l'huile palme

Les feuilles de manioc sont appelées en Fang Menza, chez les Nzebis Mayagha.